# Leonardo di Noblac
Leonardo di Noblac, conosciuto anche come Leonardo Santo, di Noblat, eremita, di Limoges, del Limosino, confessore oppure come l'Assistente divino, (Orléans, 496 circa – Noblac, 6 novembre 545 o forse 559), è stato un abate franco, che visse da eremita gran parte della vita; è considerato santo da tutte le Chiese che ammettono il culto dei santi. Nel Medioevo fu uno dei santi più venerati in Europa, la memoria liturgica ricorre il 6 novembre.

## Agiografia
(Vita di san Leonardo, insegnamenti di san Leonardo ai seguaci)

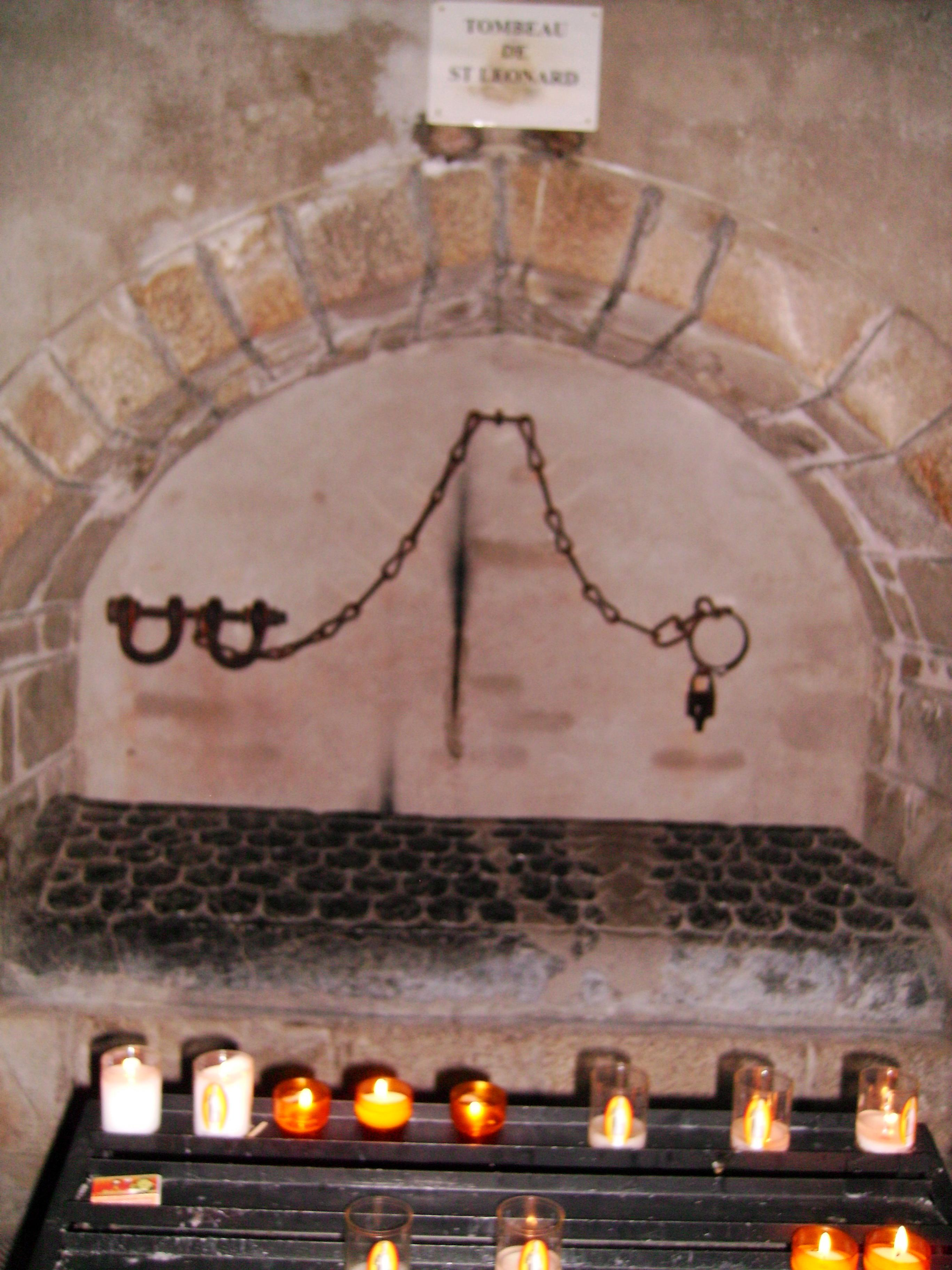
Tomba di san Leonardo presso Saint-Léonard-de-Noblat.

Leonardo nasce in Gallia da una famiglia di nobili franchi, nel "castrum vendonicense" o castello di Vandôme, nel villaggio di Corroi presso Orléans, all'epoca dell'imperatore Anastasio I Dicoro (491-518). Suo padre pare fosse re Rumonio che avrebbe aiutato Clodoveo, re dei Franchi nella battaglia contro Siagrio nel 486. È lo stesso re Clodoveo, al quale i genitori di Leonardo sono stretti da vincoli d'amicizia, a fargli da padrino la notte di Natale del 496, quando Clodoveo, mantenendo la promessa fatta alla consorte Clotilde prima della battaglia di Tolbiaco, insieme alla sua corte abiura i riti pagani, facendosi battezzare nella Cattedrale di Reims, dall'arcivescovo Remigio alle parole: «Piega il capo, fiero Sicambro: adora ciò che hai bruciato e brucia ciò che hai adorato».
Della giovinezza di Leonardo non si hanno molte notizie. Si sa solamente ch'egli giovanotto rifiuta di dedicarsi alla carriera cavalleresca per seguire gli insegnamenti dell'allora arcivescovo di Reims, Remigio che lo aveva tenuto a battesimo.
Abbandonata la corte con suo fratello Lifardo, si ritira per qualche tempo presso il monastero di Micy; divenuto diacono qui avrebbe compiuto il suo primo miracolo, trasformando l'acqua in vino.
Il re dei Franchi Salii, Clodoveo, gli concede il privilegio, concesso già a Remigio, di liberare i prigionieri che avesse incontrato e ritenuto innocenti. E Leonardo sfrutta questa opportunità liberando un gran numero di persone ridotte in condizioni miserevoli e prive di libertà. Leonardo poi avrebbe rifiutato l'offerta della sede vescovile che gli sarebbe spettata, preferendo ritirarsi in un monastero con queste parole:
(Vita di san Leonardo, insegnamenti di san Leonardo ai seguaci)
Morto san Massimino, probabilmente intorno al 520, si dirige a sud dove decide di fondare il suo eremo nella foresta di Pauvain, nel Limosino. 
Raccoglie attorno a sé tanti seguaci e la fama della sua santità arriva fino al re che ne richiede l'intervento quando la regina Clotilde, transitando in quella zona, è sorpresa dalle doglie del parto. L'intervento di Leonardo lenisce i dolori della regina che pùò dare alla luce il suo bambino. Clodoveo per riconoscenza gli concede la parte di bosco che sarebbe riuscito a descrivere in un giorno a dorso d'asino. Qui Leonardo edifica un oratorio intitolato a Nostra Signora di sotto gli alberi ed erige un altare in onore di san Remigio, suo maestro, nel frattempo morto.
Alla crescente comunità di eremiti e di ex prigionieri che va formandosi attorno a lui manca però l'acqua, ed il fiume Vienna è lontano: Leonardo, allora, secondo la leggenda devozionale, fa un buco in terra che si riempie miracolosamente d'acqua dando origine ad un pozzo. Assegna quindi una porzione di bosco agli ex prigionieri che decidono di restargli accanto dopo aver da lui ottenuto la liberazione, perché lo dissodino e traggano da esso sostentamento:
(Vita di san Leonardo, insegnamenti di san Leonardo ai seguaci)
Alla neonata colonia agricola sorta attorno all'oratorio, costituita da ex prigionieri e da semplici seguaci, attirati qui dalla fama di santità di Leonardo, è dato il nome di NOBILIACUM - ossia terra nobile - in ricordo della donazione regale. Dalla colonia agricola. Nobiliacum, prenderà il nome anche la cittadina medioevale che nel frattempo si è andata formando attorno al monastero, inizialmente chiamata Noblac, quindi Noblat ed oggi Saint-Léonard-de-Noblat in onore del suo illustre fondatore.
La tradizione vuole che il santo sia morto la sera del 6 novembre, ma manca una datazione precisa dell'anno, che dovrebbe attestarsi intorno alla metà del VI secolo e inumato nell'Oratorio di Nostra Signora di sotto gli alberi che aveva fondato.
Così, in un'agiografia, le ultime ore del santo: "Un giorno che si sentì venir meno pregò i suoi compagni che lo trasportassero nella chiesetta che aveva fatto edificare, per morire diceva, fra le braccia della Madonna. [...] “Signore, mormora con flebile voce, ecco il servo dei tuoi servi se ne muore. sciogli i lacci che mi tengono ancora stretto alla terra ed io ti offrirò un sacrificio di lode. [...] Signore, Gesù, ricevi la mia anima. Così dicendo spirò".

## Culto

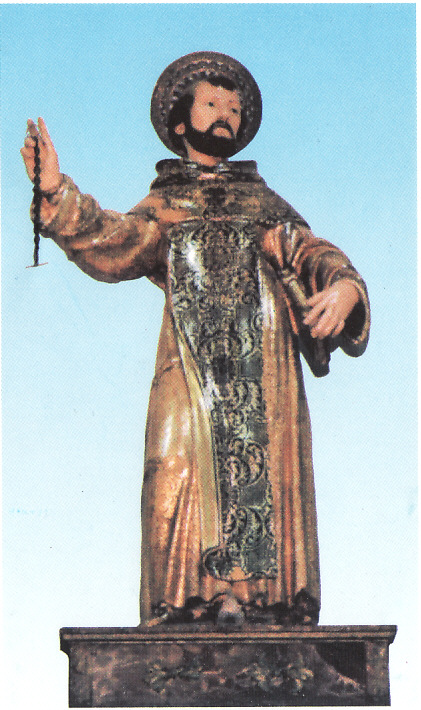
Statua lignea di San Leonardo Abate di Noblac. Chiesa madre di Serradifalco

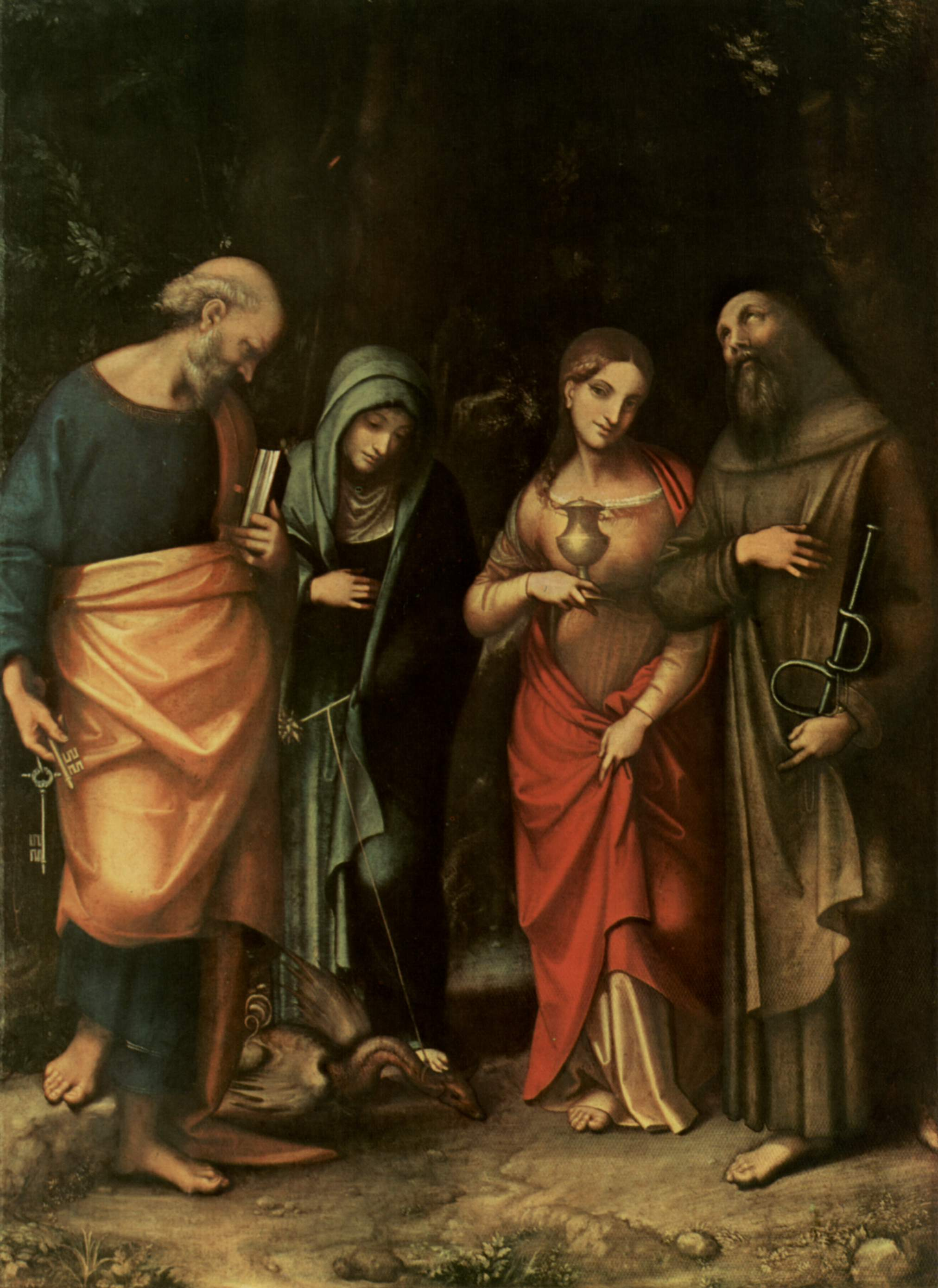
Correggio, i Santi Pietro, Marta, Maddalena e Leonardo

L'Oratorio con le spoglie di Leonardo diviene ben presto una famosa meta di pellegrinaggio di fedeli, tanto che, probabilmente lo stesso Pipino il Breve vi si reca in pellegrinaggio, dopo la vittoria nell'assedio di Limoges. Con l'aumentare del numero dei pellegrini, si decide di erigere una chiesa più grande e le reliquie del santo sono perciò trasportate nell'erigenda chiesa sotto il regno di Luigi il Pio.
Secondo la leggenda, è lo stesso santo ad indicare il luogo della sua nuova sepoltura. Dopo tre giorni di digiuno e preghiera, un'abbondante nevicata copre l'intero villaggio, lasciando uno spiazzo non innevato.
La prima notizia certa del culto di questo santo si ha con le Historiae di Aderamo di Chabannes, scritte nel 1028 dove si legge che già nel 1017 "sanctus Leonardus confessor in Lemocino miraculis coruscabat et undique populi eo confluebant" Nello stesso anno Ildegario, vescovo di Laron, chiede una biografia del santo a Fulberto di Chartres che, però, muore di lì a poco, lasciando l'opera incompleta.
Una anonima biografia del santo intitolata Vita Sancti Leonardi, con la descrizione di nove miracoli a lui attribuiti, inizia però a circolare, nel 1030, contribuendo alla rapida diffusione del suo culto in tutta l'Europa medioevale.
Nel 1094, nel corso di una epidemia detta "male degli ardenti", le reliquie del santo sono portate in processione e, secondo la leggenda, l'epidemia cessa.
Un grande contributo al suo culto lo dette anche il pellegrinaggio nel 1106 di Boemondo I d'Antiochia, imprigionato dagli infedeli e poi liberato tre anni più tardi, per merito, a suo dire, dell'intervento di san Leonardo da lui invocato. Anche il re d'Inghilterra Riccardo cuor di leone si sarebbe recato a ringraziare il santo nel 1197, a seguito della sua liberazione dalle prigioni dell'Imperatore del Sacro Romano Impero.
Anna d'Austria, regina di Francia e Navarra, rimasta senza figli per sedici anni dal suo matrimonio, nel gennaio del 1638 si fa portare una reliquia di san Leonardo per propiziare la nascita di Luigi XIV che avviene nel settembre dello stesso anno.
St-Léonard-de-Noblat divenne anche una delle tappe del cammino verso Santiago di Compostela, divenendo così a maggior ragione una meta di pellegrinaggio frequentatissima dai fedeli, in particolare da quelli dell'Europa centrorientale.

### Il culto in Italia
Non si sa con certezza quando il culto verso il santo limosino sia arrivato in Italia, ma certo è antichissimo. Gli oltre 225 luoghi, tra chiese e cappelle, dimostrano quanto diffusa sia stata la devozione verso il santo dei prigionieri nella Penisola.

#### Il culto nel nord Italia
La sua introduzione si deve, forse, ai Franchi. La prima chiesa italiana, infatti, dedicata al santo dei prigionieri a Cavalicco di Tavagnacco, risale al 774, anno in cui posero fine al regno longobardo. La sua popolarità ebbe un impulso anche grazie ai Normanni che ne introdussero il culto nei loro regni. 

#### Il culto nel centro-Italia
Risalgono, invece, all' VIII- IX secolo le prime testimonianze della devozione al santo francese nell'Italia centrale. L'Eremo rupreste di San Leonardo a Roccantica (RI) ci offre la più antica testimonianza del culto nell'area e la Chiesetta a lui dedicata nel Comune di Montorio Romano (RM).

#### Il culto nel sud Italia
Le testimonianze nell'allora Ducato di Napoli sono molto antiche. Fonti del '600, del '700, dell'800, riportano l'esistenza di una chiesa dedicata a san Leonardo su un isolotto al largo dell'attuale via Chiaia. Qui, nel 1028, Leonardo D'Orio, o Di Iorio, o Doria, mercante castigliano, sorpreso da una tempesta al largo della città partenopea, avrebbe fatto voto di costruire al santo una cappella nel primo luogo sicuro dove sarebbe approdato col suo bastimento. Da qui, durante i giorni di festività dedicati al santo, i re angioini promuovevano l’indulto e graziavano i detenuti. La chiesa, divenuta poi monastero, fu abbattuta all'inizio del XIX secolo, per scomparire totalmente insieme all'isolotto. Al suo posto sorge adesso la rotonda col monumento ad Armando Diaz. 
Al XII sec. risale, invece, la fondazione dell'abbazia di San Leonardo di Siponto (FG).

### Iconografia

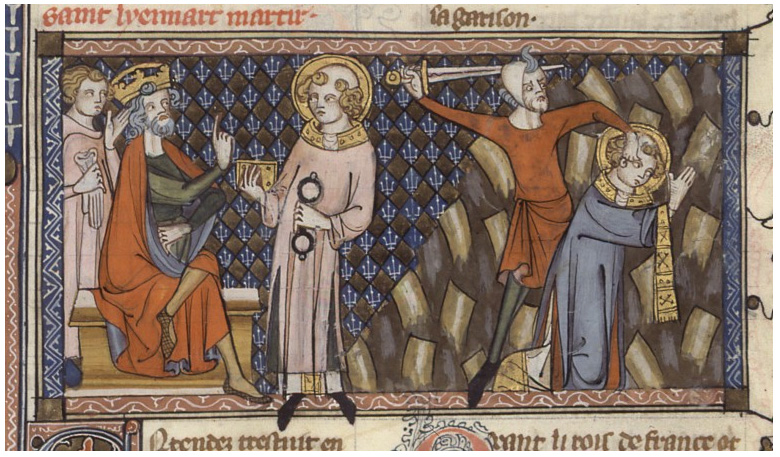
Martirio di san Leonardo, miniatura del XIII secolo

È spesso rappresentato con delle catene e dei ceppi, per la sua particolare protezione degli imprigionati o carcerati ingiustamente; talvolta è in abito diaconale, episcopale, più spesso è in abiti benedettini, sovente nella versione da cistercense, ossia con tunica bianca, simbolo della purezza d'animo, stretta in vita da un cordone o da una cintura di cuoio, segno di penitenza, e da uno scapolare nero, simbolo della vita contemplativa. Nei paesi di origine germanica è spesso rappresentato con un bue.

### Reliquie
Con l'inizio della guerra dei cent'anni, che vedeva la Francia in lotta con l'esercito inglese, la cripta contenente le reliquie del santo fu murata per evitare razzie. Terminata l'occupazione inglese, si decise di recuperare le reliquie del santo. La loro inventio sarebbe avvenuta il 17 febbraio del 1403. Le circostanze di questa straordinaria scoperta sono riportate dall'abate Oroux nel XVIII secolo: 
 A seguito di tale ritrovamento, le reliquie furono collocate all'interno di due grossi reliquiari posti sopra l'altare maggiore, protetti da una grata di ferro battuto. Mentre le due casse di piombo, ormai vuote, sono parte del tesoro della Collegiata e sono tuttora visibili per i visitatori.
Sempre presso la Collegiata all'interno di una coppa dorata del XIX secolo è custodito il cranio di San Leonardo Ancora oggi, in tale data, presso la Collegiata, si commemora tale ritrovamento.
Inoltre, ogni sette anni, la Confrérie de Saint-Léonard-de-Noblat, organizza le Ostensioni, una presentazione solenne delle reliquie alla venerazione dei fedeli, per commemorare il Miracolo degli ardenti avvenuto nell'agosto del 1094.
Esse hanno inizio con la ricognizione canonica delle reliquie di san Leonardo abate da parte dei confratelli, il venerdì di Quaresima e terminano la domenica della Santa Trinità.

#### Le reliquie in Europa
Sono molte le chiese che custodiscono reliquie del santo francese. In Italia, si ritrovano a Badia, a Castelmauro (CB) a Cerreto Guidi e a Stagno (Collesalvetti), ad Offida, a Mascali (probabilmente parte di un'ulna), a Montorio Romano, a Panza (Forio) dove è custodita unitamente ad una reliquia secondaria donata nel 2004 dalla Confrérie de Saint-Léonard-de-Noblat, in occasione del Meeting Nazionale Amici di San Leonardo tenutosi ad Ischia.
Un'altra reliquia secondaria (o reliquia da contatto) è custodita presso la Parrocchia di San Leonardo abate in Marsala (TP) e portata da un pellegrinaggio a Noblat organizzato dal parroco Don Giuseppe Maniscalco il 27 maggio 1990. A Sgurgola (FR) dono della Parrocchia di Panza.A Chircop, sull'isola di Malta.

### Preghiere ed invocazioni
(Innario di s Leonardo, antico ufficio di San Leonardo)
Il culto di san Leonardo ha dato vita a messe, preghiere, inni, invocazioni in cui si esprime la fervente devozione del popolo a questo santo nel corso dei secoli e nei diversi paesi in cui è onorato. L'ufficio liturgico di San Leonardo è quello di un Confessore non pontefice, con la messa Os Justi.
Prima della riforma liturgica voluta da Paolo VI, esisteva un ufficio completo particolare, "ad uso della chiesa reale e collegiale di Saint-Léonard", ed il cui testo liturgico era adattato a ciascuna delle sue feste: 6 novembre Dies natalis con ottava, 17 febbraio Inventio delle reliquie, 11 agosto Miracolo degli Ardenti, 17 ottobre Traslazione delle reliquie.
Sempre alla riforma liturgica di Paolo VI si deve l'abolizione del cosiddetto "Altare privilegiatum quotidianum perpetuum", ed erano molti quelli dedicati a san Leonardo (in questi altari per concessione della Santa Sede era legata la possibilità di lucrare particolari indulgenze).
Una delle più antiche preghiere conosciute è quella di Riccardo il Normanno che, fatto prigioniero durante la prima crociata, implora a san Leonardo la sua liberazione:
(Preghiera di re Riccardo)
Dagli inni del XIII secolo in uso nella Collegiale di Saint-Léonard:
" O gloria della Francia, luce di Aquitania, perla della Chiesa, siate clemente, esaudite i nostri voti. Che le lodi che noi vi rivolgiamo ci purifichino dei nostri peccati e ci uniscano a voi nella Patria dove Dio è tutto per i suoi eletti. Amen"
Da un antico Lied diffuso in Germania questa solenne e toccante preghiera:
"O san Leonardo, nostro signore, teneramente amato da Dio, vi scongiuro, per tutta la felicità che Egli vi ha accordata, in Cielo e in terra, accorrete in mio aiuto, affinché possa partecipare della grazia divina. Le pene e dolori che mi'opprimono, a causa dei miei peccati, a voi li raccomando fidente. O san Leonardo, mio signore, ascoltate le mie suppliche e pregate il buon Dio per me povero peccatore. Pregate, perché la protezione di Dio si estenda su di me ora e sempre, perché io possa sfuggire alle insidie del demonio e alle pene dell'Inferno. Intercedete per la mia salvezza, ve ne scongiuro in nome di N.S. Gesù Cristo che vive e regna col Padre e con lo Spirito Santo per tutti i secoli dei secoli. Amen"
Al tardo seicento-settecento, invece, può ricondursi questa invocazione in uso in Italia, modellata su una più antica:
(Canto tradizionale secentesco in uso in Panza)
(Strambotto napoletano del XV sec)

### Patronati
Per le vicende che lo videro restituire la libertà a molti prigionieri, è considerato il patrono dei carcerati; gli è stata attribuita la protezione dei fabbricanti di catene, fibbie, fermagli, ecc. Nella zona di Liegi in Belgio è patrono dei minatori. La sua intercessione viene invocata per i parti difficili, i mal di testa, le malattie dei bambini, le malattie del bestiame, la grandine, i banditi e anche contro l'obesità.
In Italia è patrono dei seguenti comuni:
- Aprigliano provincia di Cosenza
- Ardore (RC)
- Baselice (BN)
- Borgia (CZ) compatrono
- Borgoricco (PD)
- Candiana (PD)
- Cariati (CS)
- Castelmauro (CB)
- Castelnuovo (TN)
- Castelsilano (KR)
- Cerreto Guidi (FI) compatrono
- Colli a Volturno (IS)
- Campobasso compatrono
- Conegliano (TV)
- Correzzola (PD)
- Dualchi (NU)
- Forio (NA) compatrono
- Faeto (FG) compatrono
- Stagno, Collesalvetti (LI), compatrono
- Lajatico (PI)
- Lari (PI)

- Longobardi (VV)
- Malgrate (LC)
- Manciano (GR)
- Manduria (TA)
- Mascali (CT)
- Masi Torello (FE)
- Mongiuffi Melia (ME) compatrono
- Montallegro (AG)
- Monte Rinaldo (FM)
- Montorio Romano (RM)
- Moriago della Battaglia (TV)
- Nogaredo (TN)
- Offida (AP)
- Partinico (PA)
- Portigliola (RC)
- Roccabascerana (AV) compatrono
- Saint-Rhémy-en-Bosses (AO)

- San Leonardo (UD)
- San Leonardo in Passiria (BZ)
- Serradifalco (CL)
- Serramanna (SU)
- Setzu (SU)
- Sgurgola (FR)
- Siculiana (AG)
- Tufo di Minturno (LT)
- Trebisacce (CS)
- Trontano (VB) compatrono
- Valnontey frazione di Cogne (AO)
- Vernio (PO)
- Vestenanova (VR)
- Villadose (RO)
- Villanova Monteleone (SS)
- Zuglio (UD)

### Chiese dedicate a san Leonardo

#### Valle d'Aosta
- Chiesa di San Leonardo a Saint-Rhémy-en-Bosses(AO)
- Chiesa di San Leonardo a Valnontey (AO)

#### Lombardia
- Chiesa di San Leonardo abate a Intimiano (CO)
- Chiesa di San Leonardo abate a Vescovato (CR)
- Chiesa parrocchiale di San Leonardo a Mantova (MN)

#### Emilia-Romagna
- Chiesa di San Leonardo abate a Masi Torello (FE)
- Chiesa di San Leonardo Limosino a Mortizzuolo, frazione di Mirandola (MO)
- Chiesa di San Leonardo a Parma
- Chiesa di San Leonardo abate a Civago (RE)

#### Piemonte
- Chiesa collegiata di San Leonardo a Pallanza
- Chiesa parrocchiale di San Leonardo in Villanuova, a Canelli (AT)

#### Sicilia
- San Leonardo Abate a Serradifalco (CL)

- San Leonardo Abate a Grammichele (CT)
- Chiesa madre di San Leonardo Abate a Mascali (CT)
- Parrocchia  San Leonardo  ad Adrano (CT)

#### Trentino-Alto Adige
- San Leonardo in Passiria (BZ).
- Pranzo di Tenno (TN)
- Vigolo Baselga (TN)
- Castelnuovo (TN)

#### Friuli -Venezia Giulia
- Chiesa di San Leonardo a Fagagna (UD)
- Chiesa di San Leonardo a Cavalicco di Tavagnacco (UD)
- Chiesa di San Leonardo a San Leonardo (UD)
- Chiesa di San Leonardo a Provesano di San Giorgio della Richinvelda (PN)
- Chiesa di San Leonardo a Dogna (UD)
- Chiesa di San Leonardo a Sammardenchia di Pozzuolo del Friuli (UD)

#### Veneto
- Chiesa di San Leonardo (Venezia)
- Chiesa di San Leonardo (Treviso)
- Chiesa di Bevadoro (PD)
- Chiesa di S. Leonardo a Borgoricco (PD)
- Chiesa di Ignago frazione di Isola Vicentina (VI)
- Chiesa di San Leonardo a Isola dell'Abbà - Polverara (PD)
- Chiesa di San Leonardo nella frazione di Casamazzagno nel Comune di Comelico Superiore (BL)
- Chiesa di San Leonardo nella frazione di Pontecasale nel Comune di Candiana (PD)

#### Toscana
Chiesa di San Leonardo a Manciano (Grosseto)
- Santuario di San Leonardo a Cardoso (Stazzema) (LU)[26]
- Chiesa di San Leonardo, Stagno, frazione di Collesalvetti (PI)
- Chiesa di San Leonardo in Treponzio, a Capannori, in provincia di Lucca
- Chiesa di San Leonardo, a Compione, località in Bagnone, in provincia di Massa-Carrara
- Propositura di San Leonardo e di Santa Maria Assunta a Lari, località nel comune di Casciana Terme Lari, in provincia di Pisa
- Pieve di Santa Maria e di San Leonardo ad Artimino, località nel comune di Carmignano, in provincia di Prato
- Eremo di San Leonardo al Lago, Monteriggioni, in provincia di Siena.
- Chiesa di San Leonardo, Montefollonico (SI)
- Insigne Collegiata di San Leonardo, San Casciano dei Bagni (SI)
- Chiesa di San Leonardo,Via San Leonardo a Lucca centro (LU) 55100
- Chiesa di San Leonardo in Arcetri (Firenze).

#### Lazio
- Eremo di San Leonardo in Selva, Sant'Anatolia (RI)
- Cenobio rupestre di San Leonardo, Vallerano (VT)
- Eremo di San Leonardo, Sora (FR)
- Eremo di San Leonardo, Sgurgola (FR)
- Eremo di San Leonardo, Roccantica (RI)
- Ipogeo di San Leonardo, Castel Sant'Elia (VT)
- Chiesa di San Leonardo, Montorio Romano (RM)
- Chiesa di San Leonardo, Fassinoro (RI)

#### Marche
- Chiesa di San Leonardo a Cupramontana
- Eremo di San Leonardo al Volubrio

#### Molise
- Chiesa di San Leonardo a Colli a Volturno, provincia di Isernia
- Chiesa di San Leonardo a Campobasso
- Chiesa di San Leonardo a Roccasicura
- Chiesa di San Leonardo a Castelmauro (CB)

#### Sardegna
- Chiesa romanica di San Leonardo a Ittiri (SS)
- Chiesa parrocchiale di San Leonardo a Villanova Monteleone (Provincia di Sassari)
- Cappella di San Leonardo (del XVII secolo, in un parco di ulivi secolari), in località San Leonardo, nel comune di Perdaxius, in Provincia del Sud Sardegna.
- Chiesa di San Leonardo de Siete Fuentes (chiesa romanica della metà del XII secolo), in località San Leonardo de Siete Fuentes, nel comune di Santu Lussurgiu, in provincia di Oristano
- Chiesa di San Leonardo (Serramanna) del XVI secolo, nel Comune di Serramanna, provincia del Sud Sardegna
- Chiesa di San Leonardo edificata nel XII secolo, cappella del castello di Balaiana, Luogosanto (SS)
- Chiesa di san Leonardo Bari Sardo. Restaurata 2024

#### Campania
- Chiesa di San Leonardo di Noblac, San Giuseppe Vesuviano (NA), diocesi di Nola
- Chiesa di San Leonardo di Noblac, Procida (NA)
- Chiesa di San Leonardo, in località San Leonardo a San Sossio Baronia, in provincia di Avellino
- Chiesa di San Leonardo abate, Panza (Forio)
- Chiesa di San Leonardo abate, Baselice (BN)
- Chiesa di San Leonardo abate, Salerno
- Chiesa di San Leonardo abate, Riardo di Caserta
- Chiesa di San Leonardo abate, San Felice a Cancello (CE)
- Chiesa di San Leonardo abate a Marzano Appio (CE)]
- Chiesa di San Leonardo abate a Guardia Sanframondi (BN)

#### Basilicata
- Chiesa di San Leonardo risalente al 1500 a Pisticci (MT)
- Cappella di San Leonardo del XVII secolo a Lagonegro(PZ)
- Cappella di San Leonardo (sec. XVI) a San Martino d'Agri (PZ)

#### Puglia
- Abbazia di San Leonardo abate in Lama Volara di Siponto, Manfredonia
- Chiesa di San Leonardo, Lucera
- Chiesa di San Leonardo, Manduria (TA)
- Chiesa di San Leonardo, Cerignola (FG)
- Chiesa di San Leonardo, San Giovanni Rotondo (FG)
- Chiesa rettoria di San Leonardo di Noblac Castellana Grotte (BA)
- Chiesa rettoria di San Leonardo Monopoli (BA)
- Chiesa di San Leonardo, San Cassiano (LE)

#### Calabria
- Chiesa di San Leonardo sita nella frazione Corte di Aprigliano (CS). Le decorazioni sono state eseguite dall'artista Settimio Tancredi
- Chiesa di San Leonardo e resti di cenobio basiliano del X secolo, a Orsomarso, in provincia di Cosenza
- Nel comune di Borgia in provincia di Catanzaro è stata eretta una chiesa dedicata a san Leonardo, nel nuovo paese riedificato dopo il terremoto del 1783. Rimangono dei ruderi dell'antica cappella dedicata al Santo in località Dirupi
- Chiesa di San Leonardo di Noblac, Crotone. Rimasta chiusa per molti anni è stata riaperta al culto il 5 novembre 2019
- Chiesa di San Leonardo, costruita nel 1633 nel comune di Bocchigliero (CS) non si sa se (come appare nell'effige sul portale), sia stata costruita da Caroli Scarnati o ne era il proprietario

### Chiese con raffigurazioni di San Leonardo
- Bevadoro, Chiesa di San Leonardo, diocesi di Vicenza, provincia di Padova: altorilievo sul portale d'ingresso e pala d'altare nel presbiterio.
- Manduria (TA), chiesa di San Leonardo Abate: statua lignea commissionata a Napoli e attribuita allo scultore Giacomo Colombo (1663-1731), pala d'altare del pittore manduriano Vincenzo Filotico, 1781
- Montaione, Chiesa di San Vivaldo, diocesi di Volterra, provincia di Firenze, nota come la "Gerusalemme di Toscana".
- Monteriggioni (SI), Eremo di San Leonardo al Lago: affresco di Lippo Vanni, 1370
- Nuoro, chiesa di N. S. del Carmelo, dipinto di Francesco Aurelio, pittore romano, 1613
- Volterra, chiesa dei Santi Giusto e Clemente (San Giusto Nuovo), diocesi di Volterra, provincia di Pisa, già nella chiesa madre di questa chiesa c'era un altare.[27]
- Chiesa di San Leonardo di Noblac, San Giuseppe Vesuviano (NA), diocesi Nola. Tela di Angelo Mozzillo, Madonna con Bambino tra san Leonardo e san Remigio nella chiesa parrocchiale.
- Serramanna, Arcidiocesi di Cagliari, Provincia del Sud Sardegna
  - nella Chiesa di San Leonardo (Serramanna):
    - Madonna delle anime tra i santi Efisio e Leonardo, olio su tela del pittore napoletano Domenico Tonelli (1794), restaurato nel 1993
    - Statua marmorea posta sopra il portale d'ingresso, databile all'inizio del 1600 su commissione del canonico Basilio Contini

  - Nella Chiesa di Sant'Angelo, inglobata nel Museo delle memorie e tradizioni religiose di Serramanna:
    - San Leonardo, statua lignea di ambito sardo, prima metà del XIX secolo
    - La Chiesa di San Leonardo di Montorio Romano (RM), dove ci sono degli affreschi che rappresentano San Leonardo.

### Altre raffigurazioni
- Venezia, bassorilievo di San Leonardo con i ceppi e le catene all'esterno delle Gallerie dell'Accademia, già convento della Carità[1]

### Celebrazioni
La celebrazione liturgica avviene il 6 novembre, presunta data della sua morte. In molte località i festeggiamenti, di origini antichissime, avvengono in concomitanza di fiere e sagre.